# 魔道書大戦RPG マギカロギア
『魔道書大戦RPG マギカロギア』（まどうしょたいせんアールピージー マギカロギア）は、日本のテーブルトークRPGのシリーズ。作者は河嶋陶一朗と冒険企画局。最初のルールブックは新紀元社から新書版で2011年5月10日に発行された。

## 概要
河嶋陶一朗が開発した汎用RPGルール「サイコロ・フィクション」を使用した第4弾の作品。シリーズの例に漏れず、本のページの前2/3がリプレイで、残りがルールパートで構成されている。
「魔法」がテーマであり、さまざまな魔術・神秘主義用語をはじめ、著名なファンタジー作品やTRPGへのパロディが世界観の随所に取り入れられている。プレイヤーの最大の目的は、「『世界の滅び』を食い止める」ことだと説明される。第1巻のリプレイの中で、池田朝佳はこうした特徴について「中学生の心を刺激するキーワードが満載」と述べている。
また、行為判定や使命の達成に失敗すると、プレイヤーキャラクターやその身の回りの人物にたやすく悲劇が振りかかる恐れがあることもこのゲームの大きな特徴である。河嶋はこのことを「鬱展開自動生成システム」と呼称している。

## 背景設定
魔法使いたちの学派〈大法典〉の活躍により、魔法の存在は今まで普通の人々に知られることはなかった。しかし、今から十数年ほど前、〈大法典〉の本拠地であったアレクサンドリア図書館の秘密の書架が壊される、〈大破壊〉と呼ばれる事件が起きた。その結果、邪悪な意思を持つゆえに封印されていた魔道書〈禁書〉たちが、世界中に散逸してしまった。プレイヤーの目的は、〈大法典〉の使命のもと、禁書たちを封印・回収し、彼らの引き起こす魔法災厄を食い止めることである。

### 基本用語
魔法
世界に満ちている見えない力を「魔素」として切り出し、言葉（刻印）を使って意味を持たせることで、実在しない現象を具現化することをいう。
召喚や呪文といった魔法を使用するには、「魔素」を獲得し、その魔法に充填しておく必要がある（必要ないものもある）。魔素には、領域(判定表の縦の列)に応じた、星・獣・力・歌・夢・闇の6種類が存在し（サイコロの1 - 6に対応）、その領域に属する特技を使う魔法に充填できる。
魔道書（グリモア）
情報からなる生命体の一種。魔法使いが魔素や魔法を扱うために用いる道具で、必ずしも本の形をしているとは限らない。基本的には魔法使いによって生み出されるが、本・芸術作品・武器・人間の感情などから自然発生することもあり、その形態は様々。
愚者（フール）
魔法を使えない者。
アンカー
魔法使いは、世界を改変する力を持つがゆえに、常に世界から遠ざけられている。そのため、他の人間（主に愚者）と、興味・宿敵・恋愛などといった人間関係を持つ（運命を結ぶ）ことで、この世界に干渉する力を保っている。運命を結んだ相手は「アンカー」と呼ばれる。
魔法使いは、アンカーの望みを叶えてあげる約束、すなわち「契約（コントラクト）」をすることで、その運命の強さを力に転じることができる（判定に使うサイコロを振り足すことが出来る）。この「運命の力」を使えば、何度死んでもたやすく復活できる（＝不死である）。しかし、それは一方で、死に至るほどのダメージを魔法使いが受けたとき、代わりに運命共同体であるアンカーに何らかの不幸が振りかかるということを意味する。これを「運命変転」と呼ぶ。
アンカーを失ったり、運命の力を使い果たした魔法使いは、消滅（ロスト）という状態になる。消滅した魔法使いは、世界からの阻害に抗えず、存在した痕跡そのものが徐々にこの世界から消えてゆく。
運命変転
魔法使いが何らかのヘマをしでかした際にアンカーに降りかかる災厄のこと。6種類の災厄が書かれた運命転変表の内容からランダムに指定される。同一セッション内で同じ番号の運命転変が起きるとそのアンカーは死亡する。運命変転表はいくつかのバージョンがあり、どの表を使用するかはGMがセッション毎に事前に決める。
魔法戦
キャラクター同士の戦闘を「魔法戦」と呼ぶ。特殊な契約にもとづき、呪圏（スペルバウンド）と呼ばれる異空間を展開して行われる。通常1対1で行われるが、立会人が助力する事もできる。クライマックスフェイズにおける禁書との魔法戦の場合は、キャラクター全員で交代しながら対決する。敗北したキャラクターは、先述の「運命変転」を被り、魔法使いならばそのアンカーに悲劇が訪れることになる。
元型（アーキタイプ）
人々の無意識の世界に存在する魔法の生き物。魔法使いはこれらを召喚魔法によって呼び出し、攻撃・防御・詠唱などの補助になるよう使役する。元型は、所有特技を表す「象徴」と、性質を表す「カテゴリ」によって分類される。例えば、象徴が炎でカテゴリが精霊ならば「炎の精霊」と呼ばれる。カテゴリには精霊・魔剣・悪夢・騎士・乙女・戦車・魔王・軍団・王国・魔神の10種類がある。一度に呪圏に存在できるのは元型を使役するキャラクターの根源力の数だけであり、原則として全く同じ元型を同一戦闘内で再召喚することはできない。
大法典（コーデックス）
魔法使いの学派（スクール）で最大の派閥。プレイヤーキャラもここに所属している。長は「万学の祖」ことアリストテレス。地上に存在するすべての学問を分類したという業績で有名なアリストテレスは、魔法にも触れた際、「魔法は一般市民から隔離され、管理されなければならない」という結論に至った。そして、仲間達と共に〈大法典〉を結成し、長きにわたり世界の魔法を管理し続けている。
分科会（リーディング・サークル）
〈大法典〉の魔法使いが禁書を回収するために結成するチーム。一般的なRPG用語でいうパーティのこと。
大破壊（カタストロフィー）
学派同士での魔道書の奪い合いが始まった契機。現代から十数年前、〈大法典〉の本拠地が破壊され、収蔵されていた魔道書の大半が世界に解き放たれた。さまざまな呪いによって過去視が防止されているため、その原因は未だ不明であり、憶測が飛び交っている。

### プレイヤーキャラクター
プレイヤーキャラクターは、〈大法典〉に所属する魔法使いである。以下にそのステータスの一部を挙げる。
名前
魔法使いは、人としての名前である「かりそめの名前」と、魔法使いとしての二つ名のようなものである「魔法名」の2つの名前をもつ。魔法戦を始めようとする時は、魔法名を名乗らなくてはならない。
表の顔
人間社会に潜むための仮の職業や姿。
階梯（ステージ）
魔法使いとしてのレベル。第一階梯から第七階梯まである。プレイヤーキャラクターとしては、第三階梯の魔法使いを作成する。基本的に、組織の中では階梯が上の者に逆らってはいけない。階梯は、攻撃力・防御力、そして魔法の力の容量である根源力の基準となる。
魔力
魔法使いの生命力。ヒットポイントのようなもので、0になると死亡状態になる。最大値はその時の調子によって変動する。導入フェイズ終了時に1D6を振って出た目に根源力を足した数が最初の最大値になり、その後はそのPCの調律判定に成功すれば振り直す事ができる。
経歴
魔法使いとしての出身や、〈大法典〉における役割。いわゆるキャラクタークラス。それぞれに「信条」があり、ゲームプレイ上はこれを満たすことも求められる。同じ階梯の中では、位階が上の者には従わなくてはいけない。
- 書警（ブックウォッチ）…位階一位。魔法戦の達人。禁書の回収に熱心である。元々は〈大法典〉のエリート的存在であったが、〈大破壊〉後は人手不足により悩まされている。
- 司書（ライブラリアン）…位階二位。魔道書のエキスパート。知識に優れ、他の魔法使いの補助に長ける。円卓の館吏館は全員が司書である。
- 書工（アルチザン）…位階三位。魔道書の管理に長けた魔法使い。魔道書や元型の補修や強化を行う。高位の者は自分で魔道書を作ることもできる。
- 訪問者（ゲスト）…位階四位。愚者として暮らしていたが、魔法の素質を持っており、偶然魔法界に迷い込んだ者。師匠の元や学院で魔法を学びつつも、人間としての生活を捨てていない。
- 異端者（アウトサイダー）…位階五位。魔物や妖怪のこと。〈大法典〉からの見返りと引き換えに、協力関係を結んでいる。大きな派閥として、妖精達の「シーリーコート」、中国の吸血鬼を束ねる「血社」、隠遁した神々の集う酒場の「雷鳴亭」などに属する者もいる。
- 外典（アポクリファ）…位階六位。円卓の呪いによって奴隷となった禁書。禁書としての能力の大部分を封じられ、拘束魔法や時限爆弾魔法、洗脳などを仕込まれつつ、大法典に奉仕している。

機関
後述する、〈大法典〉内の特殊機関に所属することができる。それによってさまざまなメリット・デメリットを受ける。
領域と特技
操ることができる現象の種類。行為判定に影響する。サイコロ・フィクションで用いる特技表の中から選ぶ特技に加え、魔力を消費してあらゆる特技に隣接する特技として代用できる「魂の特技」も持っている。魂の特技とは、その魔法使いにとっての世界の本質、即ち、あらゆる現象をそれによって説明できると考えている言葉のことである。
蔵書
修得している魔法のこと。修得可能な魔法は経歴や機関によって異なる。階梯に応じて修得数が変わる。
真の姿
セッション中に1度、真の姿に変身して様々な恩恵を受ける事ができる。
関係・義務
運命を結んでいるアンカーとその関係（運命属性）。運命の力を使用し、アンカーからの義務を請け負っているなら、そのことも記録する。義務を果たせなくなると「疵」に変わり、判定に不利が生じてしまう。

### 機関
〈大法典〉には、機関（オルガノン）と呼ばれる内部組織があり、それぞれが専門的な役割を担っている。
- 円卓（テーブル・オブ・コンテンツ）…〈大法典〉の最高意志決定機関。「書宮」と呼ばれる会議場で議決を行う。アリストテレスを中心に、階梯の高低に関わらず才気あふれる魔法使いを中心に構成されている。人事や、禁書の保管庫である「暗闇文庫」の管理などを行っている。
- 学院（アカデミー）…〈大法典〉内に設立された教育機関。〈大法典〉の魔法使いとしての規範や魔法史を学ぶ教養科目と、書警・司書・書工になるための専門科目に分かれている。第一・第二階梯の魔法使いや、魔法を学び始めたばかりの愚者が多く所属しており、教員は第4階梯以上の魔法使いによって構成される。フィンガルと呼ばれる学院寮を持つ。
- 天涯（ホライゾン）…〈大法典〉が誇る最高の調査機関。禁書が引き起こす「世界の滅び」を予知し、それを事前に円卓へ報告することが主な役目。また、〈大破壊〉の真相究明や、活動していない禁書や書籍卿の居場所の把握なども行う。純潔が失われると予知の精度が落ちるとされ、恋をしている者は所属できない。
- 猟鬼（サイクロプス）…書籍卿や裏切り者といった魔法を悪用する者を処罰するための機関。〈大破壊〉後に設立された。構成員は自分の片目を賢者の泉（ミーミル）に捧げ、その代わりに魔法の義眼を装着することで、互いに情報を通信しあう。
- 阿房宮（ラボラトリー）…未知の魔法や異境に関する研究機関。機関というよりは都市そのもので、構成員は各自の研究や調査に没頭しているため、組織として統制がとれているわけではない。
- 戸口（ポータル）…人界と〈大法典〉をつなぐ外交機関。人界の各地に存在する〈大法典〉支部の運営を担当する。また、愚者のスカウトや異端者との契約を受け持つ。構成員はなるべく穏便に事件を解決しなければならない。

### 敵キャラクター
禁書（ベイン）
魔道書の中でも特に危険な存在であり、人間に害をなす事を目的として行動する。強い魔力のために存在を完全に隠す事はできず、3つか4つの〈断章（フラグメント）〉に分かれて憑依することで、魔法使いたちの目を欺こうとする。憑依された愚者を「宿主（ポゼッスド）」、魔法使いは「禁書中毒（ブッカホリック）」、土地は「封土（ドメイン）」と呼ぶ。
書籍卿（ビブリオマニア）
〈大法典〉以外の学派に属する魔法使い。自分の理想のために魔道書を集める魔法使い。その代表的な学派は以下の5つである。
- 〈旧世界秩序（オールド・ワールド・オーダー）〉…魔法の存在を世界に知らしめ、魔法使いが素性を隠さなくても生きていける世界を目指す学派。かつてそうした時代を支配していた、古代の権力者などが多く属する。
- 〈理想郷（デスレス）〉…誰もが死ぬことのない世界を作ろうとしている学派。大切な者を失った悲しみを知る魔法使いや、死を情報やエネルギーのロスとして考える魔法使いが属する。
- 〈混血主義者（クロスオーバー）〉…全ての可能性世界を融合させ一つにする事を目指す学派。どのメンバーも好奇心旺盛。
- 〈闇の心臓（ハート・オブ・ダークネス）〉…魔法によって自分たちをより優れた生物へと進化させようとしている学派。
- 〈焚書官（ブック・バーナー）〉…全ての魔道書の消去を目標としており、この世界から全ての魔法を無くそうとしている学派。属する者は過去に魔法災厄や運命変転に巻き込まれたものが多い。

越境者（マージナル）
魔法とは異なるやり方で、超常現象を操る者たち。一例としては、他の「サイコロ・フィクション」シリーズに登場した、イノセントとスプーキー、忍者、モノビーストなどが挙げられている。
眷属（フォロワー）
断章や禁書が、愚者の魂を変化させて生み出した元型。魔法戦で元型同様に召喚されるだけでなく、断章を回収しようとする魔法使いを邪魔することに長けている。
屍典（ネクログラファ）
書籍卿が、死体に断章を無理矢理憑依させた存在。想像を絶する苦痛と絶望を体験した死者の一部を用いて作成する。
- 首無（ヘッドレス）…〈旧世界秩序〉に伝わる屍典。ゴーレムのこと。頭部の無い人間のような姿だが、中身は刑場や古戦場の土。単純な命令を実行する奴隷として扱われる事が多:い。
- 死獣（ギニーピッグ）…〈闇の心臓〉に伝わる屍典。ウシャブティともいい、人を喰らった獣の頭を人間の頭部に縫い付けた獣人の姿。凶暴な人物や兵士、犯罪者などが主な材料。
- 虹玉（スカラベ）…〈混血主義者〉に伝わる屍典。トラペゾヘドロンや螺旋蛇と呼ばれる事もある。外見は球体や正多面体だが、よく見ると無数の人面が歪められ固められており、それらの最大公約的な知性を有する。主な材料は芸術家など夢想的な人間の死体。

〈大法典〉や〈理想郷〉、〈焚書官〉といった学派には製法は伝わっていない。

### 舞台
現実
我々の住む世界。文脈に応じて「地球」「人界」などとも呼ばれる。〈大法典〉は、各地の図書館や学校などに秘密裏に支部を設けており、そこがプレイヤーたちの拠点となる。
異境（ビヨンド）
現実とは異なる次元にある世界。元型の中にはここから召喚される者もいる。〈大法典〉や各機関の本部などが存在する異境もある。異境はそれぞれ、現実とは異なる独自の法則（世界法則）を持つ。
読路（よみち）
読路は、市販されている書物に見た目が偽装されているが、限られた者だけが隠された意図を読み解ける一節が加えられている。これを読むことで異境へ行く事が出来る。〈大法典〉の魔法使いは、その所在を外部の者に伝える事が出来ない呪いを受けている。
魔法門
光り輝く円陣や重厚なドアの形で現れ、読路よりも短い時間で多くの人を異境へ送る事が出来る。しかし、その作成は非常に難しく、第五階梯以上の魔法使いでなければ不可能。また、一度作られた魔法門を維持するためには大量の魔素が必要。
主な異境
- 旧図書館…〈大破壊〉によって壊れた昔のアレクサンドリア図書館があった異境。割れた壁からは虚無が流れ続け、書庫の残骸や死亡状態の魔法使いが広範囲に散らばっている。ここの探索を専門とする〈大法典〉の機関もあり、残された禁書や、取り残され書籍卿と化した魔法使いと戦っている。
- ザナルバトスの失策…過去に魔法災厄の暴走によってすべての生命が死骸となった異境。空と砂漠と海しかない。大規模破壊魔法の実験場や、第一・第二階梯の魔法使いの「何も無い場所でどうにかして生き残る」という試練の舞台などとして使われる。
- 七指王の市場…魔法の力を込めた物品や、愚者の奴隷を取引する市場。広い平原にカラフルなテントが並んでいる。
- 雷鳴亭…現実世界から隠遁した神々が、時間の終わり、または人類文明の滅亡までの待ち時間を過ごす酒場。縦に11階層の構造で、上に行くほど高位の神がいるが、各層へ上る階段には神話的な門番が待ち受け、試練を課す。
- 闘技場…力のある神が、他の世界から英雄を召喚して戦わせる遊戯を行う異境。魔法使いがよく召喚されてしまい、元いたところへ戻るために戦わせられる羽目になる事が多い。

## 判定方法
魔法を使用する際には指定された魔素を消費した上で成功判定を行う。魔法戦は原則として代表による1対1で行われ、戦闘に参加しないキャラクターは「立会人」という形で代表を支援する。魔法戦は魔素の獲得、召喚フェイズ、攻撃フェイズの順に行われる。1キャラクターは1ターンにつき原則として召喚と魔法の使用をそれぞれ1度だけ行うことができる。魔法戦における戦闘フェイズの攻撃と防御は、お互いのキャラクターがサイコロを振らず(断章はGMがサイコロを振ってのランダムプロット）、手の中で隠してサイコロの目を「プロット」し、同時に公開するという処理を行う(いわゆる手本引)。原則として攻撃側は攻撃の値だけ、防御側は防御の値に加えて立会人1人に付き1つのプロットを行い、克ち合った数字のサイコロを除いた攻撃側のサイコロの数が防御側が受けるダメージ値になる。この時、防御に使われずに残った防御側のサイコロはそのサイコロを出した者が、その目に応じた分野の魔素を獲得することができる。この魔素は受け渡し不可であり、パーティー内でプロットの内容を相談することは不可である。代表がそのターンで1点でもダメージを受けた場合は立会人全員が1点のダメージを受ける。
シーン開始時に2d6でシーンの舞台を決めるが、どのシーン表でもシーン7は魔法災厄の発生である。そのシーンの主役はランダムで指定された特技の判定に失敗すると、自分のアンカーに運命変転が発生する。

## サポート
- 「Role&Roll」 不定期ながらシナリオやサポート記事が掲載されている。

## 書誌情報
- 河嶋陶一郎、冒険企画局『魔道書大戦RPG マギカロギア (Role&Roll Books)』新紀元社、2011年5月。ISBN 978-4-7753-0886-8。
- 河嶋陶一郎、冒険企画局『マギカロギア リプレイ 幻惑のノスタルジア (Role&Roll Books)』新紀元社、2011年11月。ISBN 978-4-7753-0960-5。
- 河嶋陶一郎、冒険企画局『マギカロギア リプレイ 大夢消滅 (Role&Roll Books)』新紀元社、2012年6月。ISBN 978-4-7753-1014-4。
- 河嶋陶一郎、冒険企画局『マギカロギア リプレイ 哲学戦線 (Role&Roll Books)』新紀元社、2011年5月。ISBN 978-4-7753-1184-4。
- 河嶋陶一郎、冒険企画局『魔道書大戦RPG マギカロギア 基本ルールブック (Role&Roll RPG)』新紀元社、2017年3月。ISBN 978-4-7753-1478-4。
- 河嶋陶一郎、冒険企画局『魔道書大戦RPG マギカロギア スタートブック (Role&Roll Books)』新紀元社、2017年12月。ISBN 978-4-7753-1569-9。
- 河嶋陶一郎、冒険企画局『魔道書大戦RPG マギカロギア リプレイブック (Role&Roll Books)』新紀元社、2018年2月。ISBN 978-4-7753-1578-1。
- 河嶋陶一郎、冒険企画局『マギカロギア シナリオ集 黄昏選書 (Role&Roll RPG)』新紀元社、2018年5月。ISBN 978-4-7753-1589-7。